# Тіссі
Тіссі (італ. Tissi, сард. Tissi) — муніципалітет в Італії, у регіоні Сардинія,  провінція Сассарі.
Тіссі розташоване на відстані близько 360 км на захід від Рима, 170 км на північ від Кальярі, 5 км на південь від Сассарі.
Населення — 2373 особи (2014).
Щорічний фестиваль відбувається 15 травня. Покровителька — свята Вікторія.

## Демографія
Населення за роками:

Станом на 1 січня 2023 року в муніципалітеті офіційно проживав 21 іноземець з 10 країн, серед них 10 громадян країн Євросоюзу.

## Сусідні муніципалітети
- Оссі
- Сассарі
- Узіні